# 蘇家宏
蘇家宏，台灣律師。畢業於國立臺灣大學法律學系。於2002年6月創立「恩典法律事務所」，並為該所現任主持律師。參與新聞挖挖哇、命運好好玩、錢線百分百等節目錄製。

## 著作
- 2024年出版《此刻，就是立遺囑的最好時刻》[4]
- 2019年出版《人生最重要的理財課-財富繼承實務詳解「增訂版」》[5]
- 2019年出版《聰明結婚 聰明離婚》[6]
- 2011年出版《輕鬆寫遺囑 繼承無煩惱》[7]
- 2014年出版《人生最重要的理財課-財富繼承實務詳解》[8]

## 主持節目
- Youtube《陽光暖男 蘇家宏律師》[9]
- Podcast《陽光暖男 蘇家宏》[10]

## 參與節目

### 電視節目
- 《新聞挖挖哇》（JET綜合台）
- 《命運好好玩》（JET綜合台）
- 《錢線百分百》（非凡財經台）
- 《News金探號》（非凡電視台）
- 《震震有詞》（高點綜合台）
- 《單身行不行》（東風衛視）
- 《家庭8點檔 轉轉發現愛》（好消息衛星電視台）

### 廣播節目
- 夏韻芬主持《理財生活通》 （中廣流行網）

## 外部連結
- 《陽光暖男 蘇家宏律師》YouTube頻道
- 蘇家宏律師的Facebook粉絲專頁